# Межево (озеро)
Ме́жево (бел. Ме́жава) — озеро в Россонском районе Витебской области Белоруссии в бассейне реки Нища. Озеро расположено в 8 км на северо-восток от Россон у деревни Межево.
Площадь поверхности озера составляет 2,06 км², длина — 2,82 км, наибольшая ширина — 1,36 км. Длина береговой линии — 10,2 км. Наибольшая глубина достигает 3,3 м, средняя — 2,3 м. Объём воды в озере — 4,71 млн м³. Площадь водосбора — 86,7 км².
Котловина сложного типа, округлой формы, слегка вытянутая с запада на восток. Склоны котловины высотой 2—3 м (на севере и западе местами достигают 10—15 метров), покрытые лесом и кустарником.
Береговая линия извилистая. На севере и северо-западе присутствуют четыре крупных залива. Берега песчаные, поросшие кустарником, на севере сливающиеся со склонами, в заливах сплавинные. Мелководье песчаное и песчано-илистое. На бо́льших глубинах дно покрыто слоем сапропеля. Надводная растительность вдоль берегов занимает полосу шириной от 4 до 60 метров и распространена до глубины 1,5 м.
На озере 4 острова общей площадью 5 га.
Озеро проточное. Впадают пять ручьёв и река (протока) Ершовская из озера Шевино. Вытекает река Черепетица.
В водоёме обитают щука, лещ, уклейка, карась, густера, язь, плотва, краснопёрка и другие виды рыб.
Около озера проходит автомобильная дорога Р132. На восточном берегу находится археологический памятник — курганный могильник.